# Werner Kägi (Rechtswissenschafter)
Werner Kägi (* 26. August 1909 in Biel; † 4. Oktober 2005 in Zürich; von Turbenthal) war ein Schweizer Rechtswissenschafter.

## Leben
Kägi wurde 1909 in Biel geboren und verbrachte seine Jugendzeit in Davos. Er studierte in Zürich, Berlin (bei Dietrich Bonhoeffer) und London und promovierte 1937 an der Rechtswissenschaftlichen Fakultät der Universität Zürich bei Zaccaria Giacometti («Zur Entstehung, Wandlung und Problematik des Gewaltenteilungsprinzipes»). 1943 wurde er gestützt auf seine auch in der später entstehenden Bonner Republik beachteten Habilitationsschrift «Die Verfassung als rechtliche Grundordnung des Staates» gleichenorts zum Privatdozenten ernannt, drei Jahre später folgte die Berufung zum Extraordinarius und 1952 schliesslich die Beförderung zum ordentlichen Professor für Völker-, Staats- und Kirchenrecht und Verfassungsgeschichte.
Der reformierte Christ Kägi war gesellschaftlich stark engagiert. Während des Zweiten Weltkrieges leitete er die juristische Abteilung der Polnischen Internierten-Hochschule in der Schweiz. Er trat dezidiert für die Einführung des Frauenstimmrechts ein und trug mit einem vielbeachteten, umfangreichen Gutachten massgeblich zur Beseitigung konfessioneller Ausnahmeartikel in der Bundesverfassung (Jesuitenartikel und Klosterverbot) bei. Aktiv war er unter anderem auch als langjähriges Vorstandsmitglied der Neuen Helvetischen Gesellschaft sowie als Berater verschiedener kirchlicher Gremien.
Von der Theologischen Fakultät der Universität Bern erhielt Kägi 1973 ein Ehrendoktorat. Vier Jahre später verlieh ihm die Juristische Fakultät der Hebräischen Universität Jerusalem die gleiche Ehre.
Während im Nachruf in der NZZ noch eigens hervorgehoben worden war, dass er „gegenüber braunen und roten Versuchungen […] standhaft“ geblieben sei, ist durch neuere Forschungen belegt, dass Kägi während seiner Studienzeit in der Frontistenbewegung aktiv war.

## Zitat
«Die Schweiz wird föderalistisch sein oder nicht sein.»